# You Should Be Here
«You Should Be Here» — песня американского кантри-певца и автора-исполнителя Коула Суинделла (Cole Swindell), вышедшая 28 июля 2016 года в качестве первого сингла с его 2-го студийного альбома You Should Be Here (2015). Песня достигла позиции № 1 в американском хит-параде Billboard Country Songs. Авторами песни выступили Cole Swindell, Ashley Gorley.

## История
Песня посвящена памяти неожиданно умершего отца Свинделла.
«You Should Be Here» достиг позиции № 1 в американском хит-параде кантри-музыки Billboard Hot Country Songs и в Country Airplay в марте 2016, и позиции № 31 Billboard Hot 100 в апреле 2016.
К июлю 2016 года тираж сингла достиг 706,000 копий в США.
Песня получила положительные отзывы музыкальных критиков: Taste of Country, Country Perspective.

## Музыкальное видео
Режиссёром музыкального видео выступил Michael Monaco, а премьера состоялась в декабре 2015.

## Чарты

### Еженедельные чарты
| Чарт (2016)                         | Высшая позиция |
| ----------------------------------- | -------------- |
| Канада (Billboard Canadian Hot 100) | 67             |
| Канада (Billboard Country)          | 3              |
| США (Billboard Hot 100)             | 31             |
| США (Billboard Country Airplay)     | 1              |
| США (Billboard Hot Country Songs)   | 1              |